# Frederick Zimmermann
Frederick Zimmermann (New York, 18 mei 1906 - Ohlstadt, 3 augustus 1967) was een Amerikaanse jazzcontrabassist en muziekpedagoog.

## Biografie
Zimmerman was leerling van de contrabassist Herman Reinshagen van de New York Philharmonics en onderwijzer aan het Institute of Musical Art (later Juilliard School of Music). Hij studeerde bovendien muziektheorie bij Felix Deyo en Ruggiero Vene.
Van 1930 tot 1966 was hij lid van New York Philharmonics, waar hij in 1932 debuteerde als solist en lang de eerste bassist was. In 1935 werd hij de opvolger van Reinshagen als onderwijzer aan de Juilliard School. Hij onderwees verder aan de Columbia University, de Manhattan School of Music, het Mannes College of Music, de New York University, de Hartt School of Music in Hartford en de New School of Music in Philadelphia.
Tot zijn talrijke leerlingen telden de klassieke bassisten Joseph Guastafeste, Orin O'Brien, Donald Palma, Robert Gladstone, David Walter, Linda McKnight, Alvin Brehm, Stuart Sankey, Frank Proto, Ron Naspo en Lucas Drew en de jazzbassisten Henry Grimes, Barre Phillips, Eddie Gomez, Oene van Geel en Red Mitchell.
Zimmermann schreef talrijke transcripties van composities van de 14e tot de 20e eeuw voor de contrabas. In 1966 publiceerde hij het leerboek A Contemporary Concept of Bowing Technique for the Double Bass. Daarnaast was Zimmermann ook actief als schilder. Hij studeerde bij George Grosz bij de Art Students' League en had drie eigen exposities.